# Salix miyabeana
Salix miyabeana är en videväxtart som beskrevs av Karl Otto von Seemen. Salix miyabeana ingår i släktet viden, och familjen videväxter.

## Underarter
Arten delas in i följande underarter:
- S. m. gilgiana
- S. m. pendula